# Antonio de Marchena
Antonio de Marchena fue un franciscano español que vivió en el tránsito de los siglos XV a XVI. Fue fraile del convento de La Rábida, donde en 1484 pidió asilo Cristóbal Colón para él y su hijo Diego. Conocido como "estrellero", por su afición a la astronomía, fue el primer confidente de Colón en España. A él decidió el futuro almirante convencerle de la viabilidad de su idea de llegar a Oriente navegando rumbo a Occidente, en la entrevista que tuvo lugar en la celda del Padre Marchena del Convento de La Rábida.

## La Rábida colombina
La proximidad a Palos de la Frontera del convento franciscano de La Rábida, ha imbuido desde el siglo XV a esta villa de un carácter claramente seráfico: la popularidad de esta orden en toda la comarca radicaba en su labor cultural y religiosa, y suplía en la mayoría de las poblaciones el vacío de centros educativos. También político, pues eran las “manos inocentes” en los sorteos y árbitros de disputas, pues se les respetaba como hombres honrados e imparciales. Muchos vecinos de Palos de la Frontera, Moguer, Huelva o Ayamonte, tras fallecer, eran sepultados con el hábito de San Francisco de Asís como muestra de la devoción por el fundador de la orden, cumpliéndose así con la manda testamentaria del difunto. Pero esto no era exclusivo de la zona a que hemos aludido; ocurría donde había fundación franciscana, bien de frailes o de monjas clarisas.

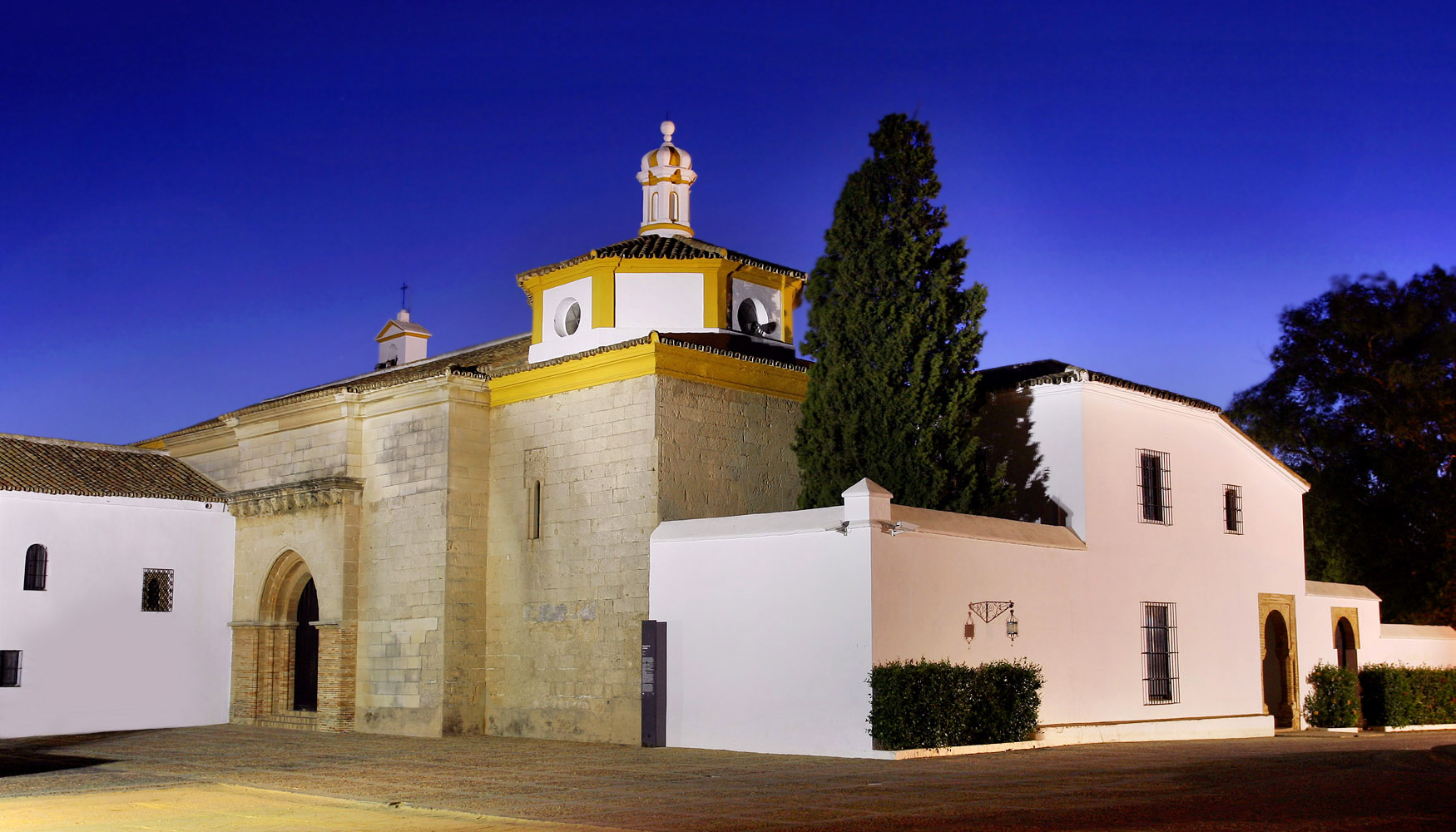
Monasterio de La Rábida.

Los franciscanos se instalaron en La Rábida a principios del XV; pero ya antes habían fundado convento en Moguer (1337), gracias a la iniciativa y patrocinio de sus señores el almirante de Castilla Jofre Tenorio y su mujer Elvira Álvarez. Se trataban de dos cenobios distintos: La Rábida se caracterizó durante años por su condición de eremitorio o lugar de retiro; mientras que el convento de San Francisco de Moguer, en el interior de la población, se diferenciaba por su carácter urbano. Ambas casas, bastante cercanas entre sí, mantuvieron contactos permanentes, y tanto de uno como de otro salieron religiosos para las misiones de América. 
El convento de La Rábida adquirió pleno protagonismo a raíz de las estancias de Cristóbal Colón entre sus moradores (1485, 1491 y 1492), en demanda de comprensión y apoyo para su proyecto. Por esta razón, puede decirse que la evangelización de América comienza con los dos frailes que tanto tuvieron que ver con la empresa del genovés; es decir, los famosos, aunque desconocidos, Fray Antonio de Marchena y Fray Juan Pérez que prestaron un apoyo fundamental a Cristóbal Colón cuando su ánimo desfallecía ante la adversidad. El Convento franciscano de Santa María de la Rábida siguió atentamente la evolución de los acontecimientos, erigiéndose en uno de los primeros focos de la evangelización americana. Como es lógico, la influencia del convento rabideño, propició que destacaran especialmente los franciscanos entre los primeros evangelizadores palermos de América, como Fray Juan de Palos, Fray Juan Cerrado, Fray Pedro Salvador, Fray Alonso Vélez de Guevara, Fray Juan Quintero, Fray Thomás de Narváez y Fray Francisco Camacho, que tomaron en su mayoría los hábitos en México y Lima.

## Un fraile inventado

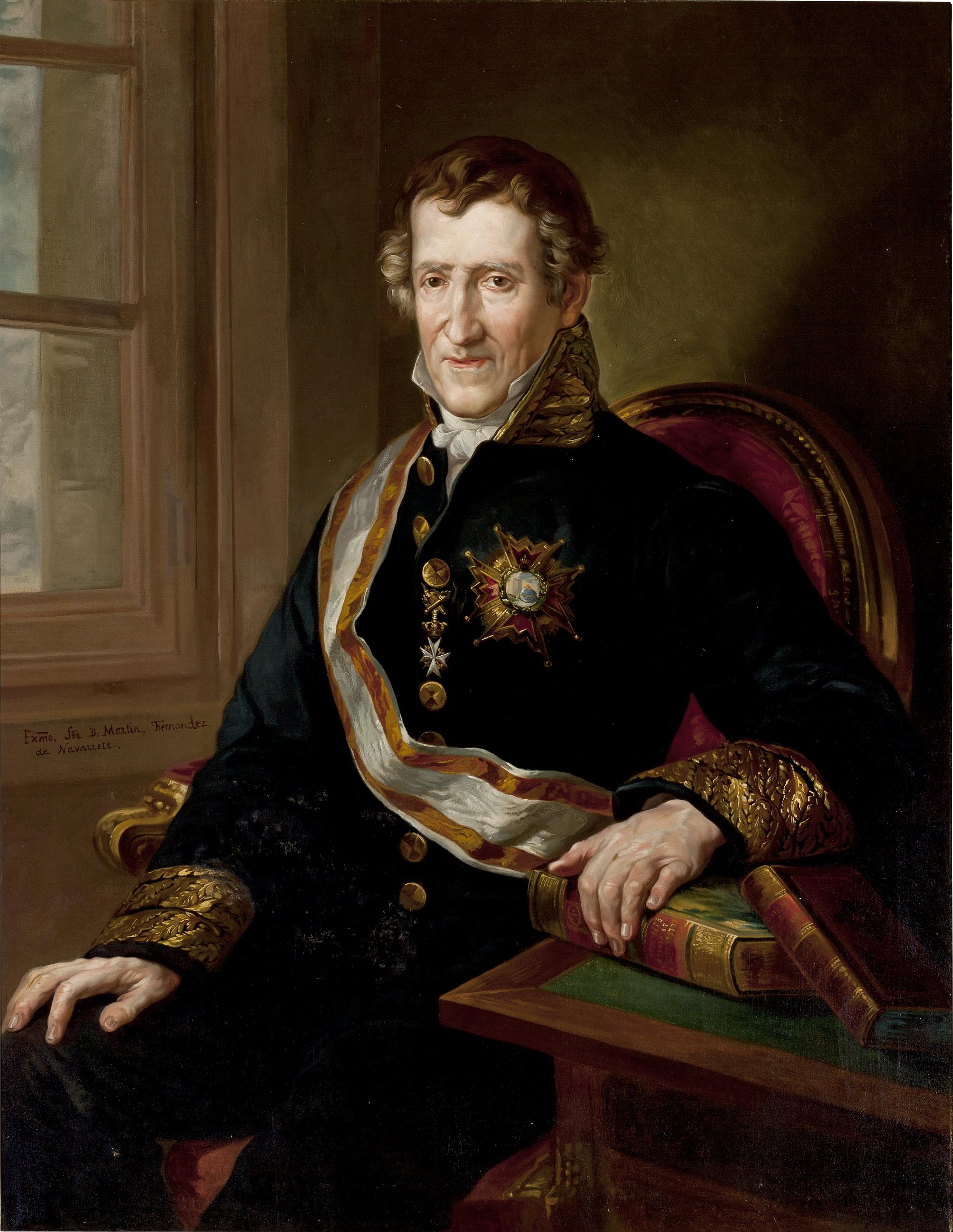
Retrato de Martín Fernández de Navarrete en el Museo del Prado de Madrid.

Por error de los primeros cronistas, Gonzalo Fernández de Oviedo y Francisco López de Gómara, Fray Antonio y Fray Juan quedaron unidos en un solo personaje, amigo fiel de Colón en La Rábida, al que llamaron Fray Juan Antonio Pérez de Marchena. Igual hicieron con las villas de Palos y Moguer, convertidas por los cronistas en la famosa e inexistente villa de Palos de Moguer. Ambos errores subsistieron hasta que el estudio de los Pleitos colombinos, especialmente por Martín Fernández de Navarrete en el siglo XIX, demostró que eran dos frailes y dos pueblos distintos.
Lo de los frailes se aceptó rápidamente, en cambio el nombre erróneo de Palos de Moguer todavía hoy se utiliza incorrectamente, es cierto que cada vez menos, por diversos intereses de las autoridades moguereñas de fines del XIX y comienzos del XX, que creyeron que era una forma de vincular más estrechamente el nombre de su pueblo al del Descubrimiento de América. Algo que Moguer nunca necesitó, ya que la carabela Niña, los hermanos Niño o el voto colombino de Santa Clara, entre otras muchas conexiones, lo enlazan a tan singular hecho histórico.

## Encuentro con Cristóbal Colón
Fray Antonio de Marchena se encontraba en La Rábida a fines de 1484 o comienzos 1485. Está allí, en su calidad de Custodio, accidentalmente, de visita canónica, como es ley y costumbre de la Orden de San Francisco y lo era entonces aún más, pues debían hacerla todos los años. Por eso el alcaide de Palos le llama Guardián, equivocadamente por supuesto, pero con su fundamento, ya que él no estaba obligado a saber distinguir las diferencias de oficio y, por otra parte, los visitadores solían asumir la autoridad local durante el tiempo de su permanencia oficial en el convento. Por eso, Colón pudo ser recibido y vivir dentro del claustro con verdadera excepción de la ley y de la costumbre establecidas en general para huéspedes y peregrinos; y por eso, en fin, ha quedado en la tradición del pueblo la famosa celda del Padre Marchena, que es sencillamente la habitación de honor, más amplia que las ordinarias, reservada en cada convento, por costumbre antiquísima de la Orden, a los Superiores mayores, Provincial o Custodio y General en el cumplimiento de sus oficios.

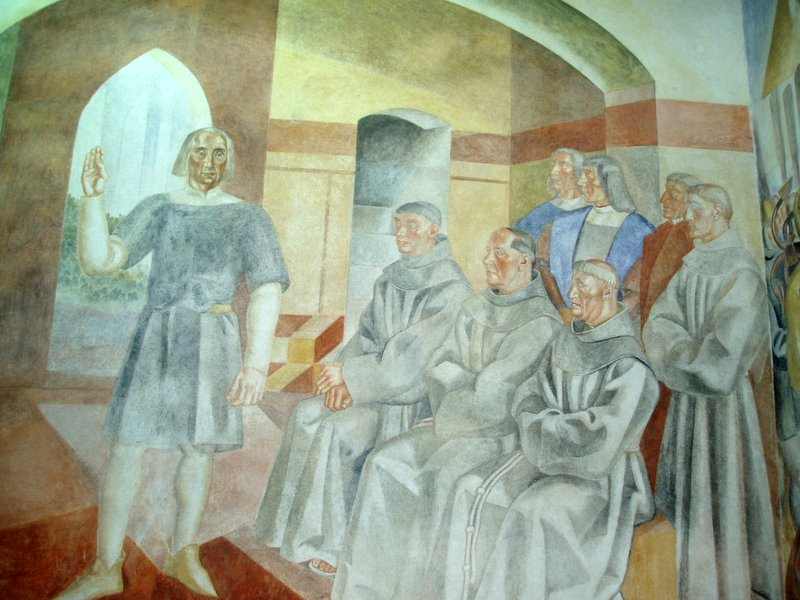
Colón presenta su proyecto en La Rábida. Fresco de Daniel Vázquez Díaz en el Monasterio de la Rábida.

Recibe a Colón; oye a Colón. Solo él interviene en esta primera visita. Es el primero en Castilla que tiene las confidencias y los secretos del hombre extranjero; el primero a quien Colón entrega sus proyectos y de quien, a la vez, recibe hospitalidad y apoyo. Es un momento solemne, intenso, verdaderamente transcendental en la historia. Dos hombres, separados diametralmente; de claustro y representación oficial de la vida religiosa, Marchena; de mundo y personificación de aventuras, Colón, conferencian en la intimidad y en el secreto. Colón expone su proyecto; es un proyecto de navegación exploradora, conquistadora, pero muy vago y además muy personal; porque Colón, que es bien entendido, no es un sabio, y aunque está en Castilla no es castellano. Marchena, acaso entiende poco de mar, pero sabe mucho de lo que entonces se llamaba astrología y cosmografía, "es un sabio y es también un apóstol y un hijo de la madre España". Concreta, abstrae, eleva y aparece el verdadero ideal: un problema que se convierte en proyecto fecundo de la religión y de la patria, y que solo puede y debe resolverse en las altas esferas de la ciencia y de la política. 
Están de perfecto acuerdo. Para que le ayude a realizar su empresa, Colón se encomienda al Custodio; para que el proyecto lo realice Castilla, el Padre Marchena conquista a Colón. La Rábida es desde este momento casa y patria del hombre extranjero, del pobre peregrino; en prueba, como garantía, allí queda su hijo Diego, mientras él, que no irá ya solo ni errante, acude a los altos poderes de la corte castellana con el ofrecimiento y en demanda de algo inaudito a la fecha en las esferas oficiales, pero que ya está por ley de la providencia y de la historia, incardinado a los destinos nacionales de esta patria española. El secreto de los medios, hombres y barcos, queda allí depositado, porque La Rábida tiene exacto conocimiento y plena confianza en los marinos de la comarca. No fracasará en Castilla, como fracasó en Portugal.

## El Padre Marchena introduce a Colón en la corte castellana
El Padre Marchena traslada inmediatamente el proyecto colombino al seno de Castilla, haciéndolo asunto nacional. Abarcando en su inteligencia y en su patriotismo toda la trascendencia del asunto, lo hace suyo propio y empeña al efecto todo el ascendiente y todas las influencias que posee en favor de Colón. Es tradición constante y común que le envió muy recomendado a los duques de Medinaceli y Medina Sidonia y a la Corte en Córdoba, por medio de cartas. Fray Ángel Ortega pensaba que le acompañó personalmente, ya que, «por su cargo de custodio y en funciones de visita, es lógico que sólo estuviese en la Rábida determinado tiempo, siquiera en esta ocasión lo prolongase más de lo acostumbrado; después, otros conventos le llamaban con el mismo objeto. Por su mismo cargo, en aquellos tiempos de influencia monacal, el Custodio, aún prescindiendo del propio mérito personal, tenía relieve y significación; nada por consiguiente más fácil para él que acompañarlo y presentarle donde fuera necesario o conveniente».
Hay dos hechos para deducir la alta intervención del Padre Marchena a favor de Colón en la corte:
1. Cuantas veces Colón escribiendo a los Reyes Católicos, o viceversa, mencionan a Fray Antonio de Marchena, lo hacen como de un personaje muy conocido en las mutuas relaciones y que siempre se interesó por el futuro almirante con todo el afecto de su amistad, con toda su influencia cortesana.
2. El aún más sorprendente hecho de que el propio Colón, recién llegado a Castilla, extranjero, desconocido de todos y con aspecto de aventurero, desde el primer día está en relaciones estrechas y beneficiosas con cuantos en Castilla representan poder, clase social e influencia. Colón llega a las gradas del trono en audiencias oficiales, cobra subvenciones del estado, es atendido y aposentado por los Reyes en las ciudades del reino... Son pruebas que evidencian la eficacia de la recomendación de Marchena y, al mismo tiempo, testifican a favor del honor de Castilla en el proceso del Descubrimiento de América.

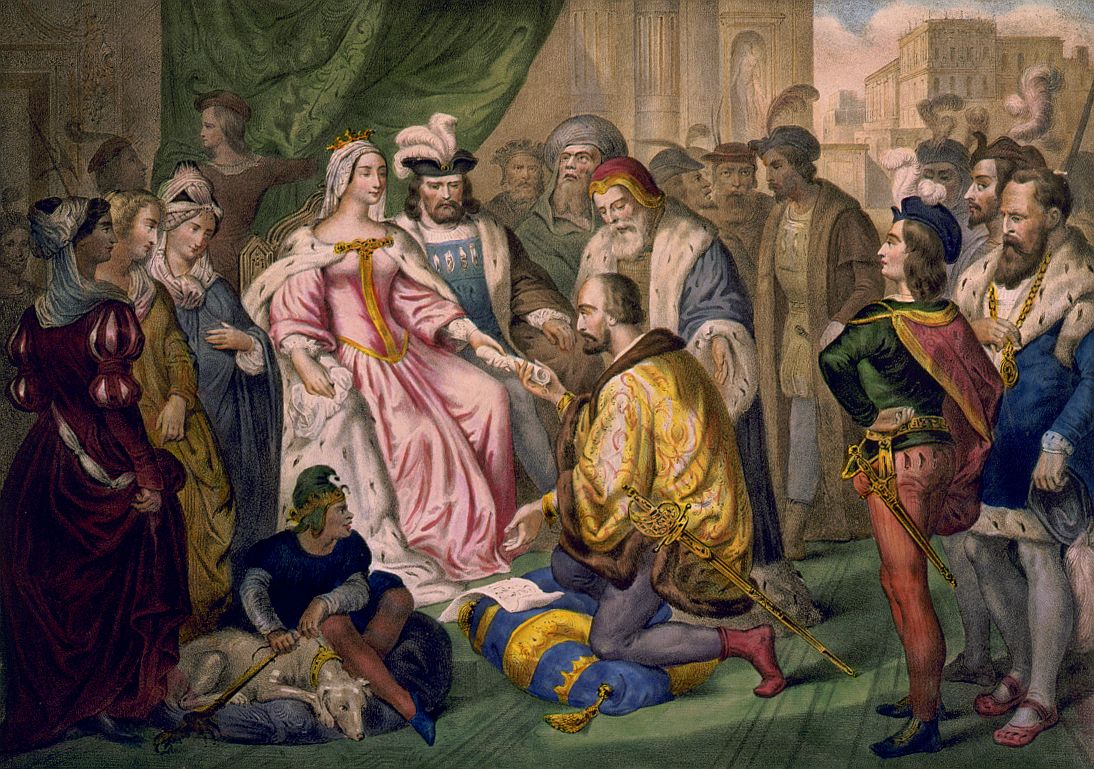
Cristóbal Colón ante los Reyes Católicos en la corte de Barcelona (V.Turgis,)

En 1485, Colón, desde La Rábida pasa directa e inmediatamente a Sevilla, recomendado a D. Luis de la Cerda, duque de Medinaceli y D. Enrique de Guzmán, duque de Medina Sidonia, magnates de gran preponderancia, políticos y guerreros, cuyos estados radican en los principales puertos de Andalucía, incluyendo los del entorno de La Rábida:
```

```

Entrambos duques tuvieron aquel negocio y navegación por sueño y cosa de italiano burlador.
 Francisco López de Gómara, Historia General de las Indias, página 166.

En realidad, el de Medina Sidonia estaba harto preocupado aquellos días, porque habiéndose recrudecido los antiguos bandos con la casa del marqués de Cádiz, D. Rodrigo Ponce de León, y tocándole la peor parte, «como salió de Sevilla desgraciado del Rey e de la Reyna, dexó el propósito que tenía de ocuparse en empresa incierta, por lo cual Cristóbal Colón pasó a la Corte». 
El de Medinaceli le tuvo en su casa del Puerto de Santa María, pero porque no logró concluir nada a pesar de las buenas disposiciones en que estaba, como dice Gonzalo Fernández de Oviedo, o porque tuvo escrúpulos de alta política, le remitió encomendado a la corte con la siguiente carta:

Reverendísimo Señor: No sé si sabe Vuestra Señoría, cómo yo tove en mi casa mucho tiempo a Christoval Colomo que se venia de Portugal y se quería ir al rey de Francia para que emprendiese de ir a buscar las yndias con su favor y ayuda, e yo lo quisiera probar y enviar desde el Puerto que tenia buen aparejo con tres o cuatro caravelas que no demandaba mas, pero como vi que era esta empresa para la Reyna ntra. señora escribilo a S.A. desde Rota y respondióme que ge lo enviase; yo ge lo envié entonces y supliqué a S.A. pues yo no le quise tentar y lo aderezaba para su servicio que me mandase hacer merced y parte en ella y que el cargo y descargo deste negocio fuese en el Puerto. Su Alteza lo recibió y le dio encargo a Alonso de Quintanilla el cual me escribió de su parte que no tenía este negocio por muy cierto pero si se acertase que S.A. me haría merced y daría parte en ello y después de haberle bien examinado, acordó de enviarle a buscar las yndias. Puede haber ocho meses que partió y agora el es venido de vuelta a Lisboa y ha hallado todo lo que buscaba y muy complidamente, lo cual luego yo supe y por facer tan buena nueva a S.A. ge lo escribo con Xuárez y le envío a suplicar me haga merced que yo pueda enviar en cada año allá algunas caravelas mías. Suplico a Vuestra Señoría me quiera ayudar en ello e ge lo suplique de mi parte pues a mi cabsa, y por yo de tenerle en mi casa dos años y haberle enderezado a su servicio, se ha hallado tan grande cosa como ésta. Y porque de todo informará más largo Xuárez a Vuestra Señoría suplícole le crea. Guarde Nuestro Señor a vuestra Reverendísima persona como Vuestra Señoría desea. De la villa de Cogolludo a diez y nueve de Marzo (1493). Las manos de Vuestra Señoría besamos.—El Duque.